# Catedral de San Miguel (Rikitea)
La Catedral de San Miguel o simplemente Catedral de Rikitea (en francés: Cathédrale Saint-Michel) Es una iglesia católica situada en la isla Mangareva en las Islas Gambier de la Polinesia Francesa. Fue construida en el lado oriental de Rikitea entre 1839 y 1848 por los misioneros de la Congregación de los Sagrados Corazones de Jesús y María. Fue diseñada en el estilo arquitectónico neogótico, construida con la piedra caliza quemada, y adornada con elementos locales.
La catedral fue edificada bajo los auspicios de los sacerdotes de la congregación incluyendo al Padre Cyprien Liausu, Superior de la Misión de Nuestra Señora de la Paz en las Gambiers, después de su llegada a Rikitea en 1835.
Los hermanos laicos Gilbert Soulié y Fabien Costes fueron los responsables de la obra de mampostería, asistidos por quince trabajadores nativos. El obispo Florentin-Étienne Jaussen la visitó en febrero de 1849 y quedó suficientemente impresionado para que en abril de 1856 Soulié y sesenta trabajadores de Mangareva viajaran a Tahití para trabajar en la Catedral de Notre Dame en Papeete. Diez años más tarde, estos mismos trabajadores calificados construyeron el faro en la Punta Venus en Tahití.
Era, y sigue siendo, la iglesia más grande del Pacífico Sur. La catedral es muy activa, dentro de las limitaciones de la pequeñez de la población de la isla, y conserva la religiosidad del siglo XIX; Los devotos se reúnen allí los domingos por la mañana y cantan himnos católicos.

## Véase también

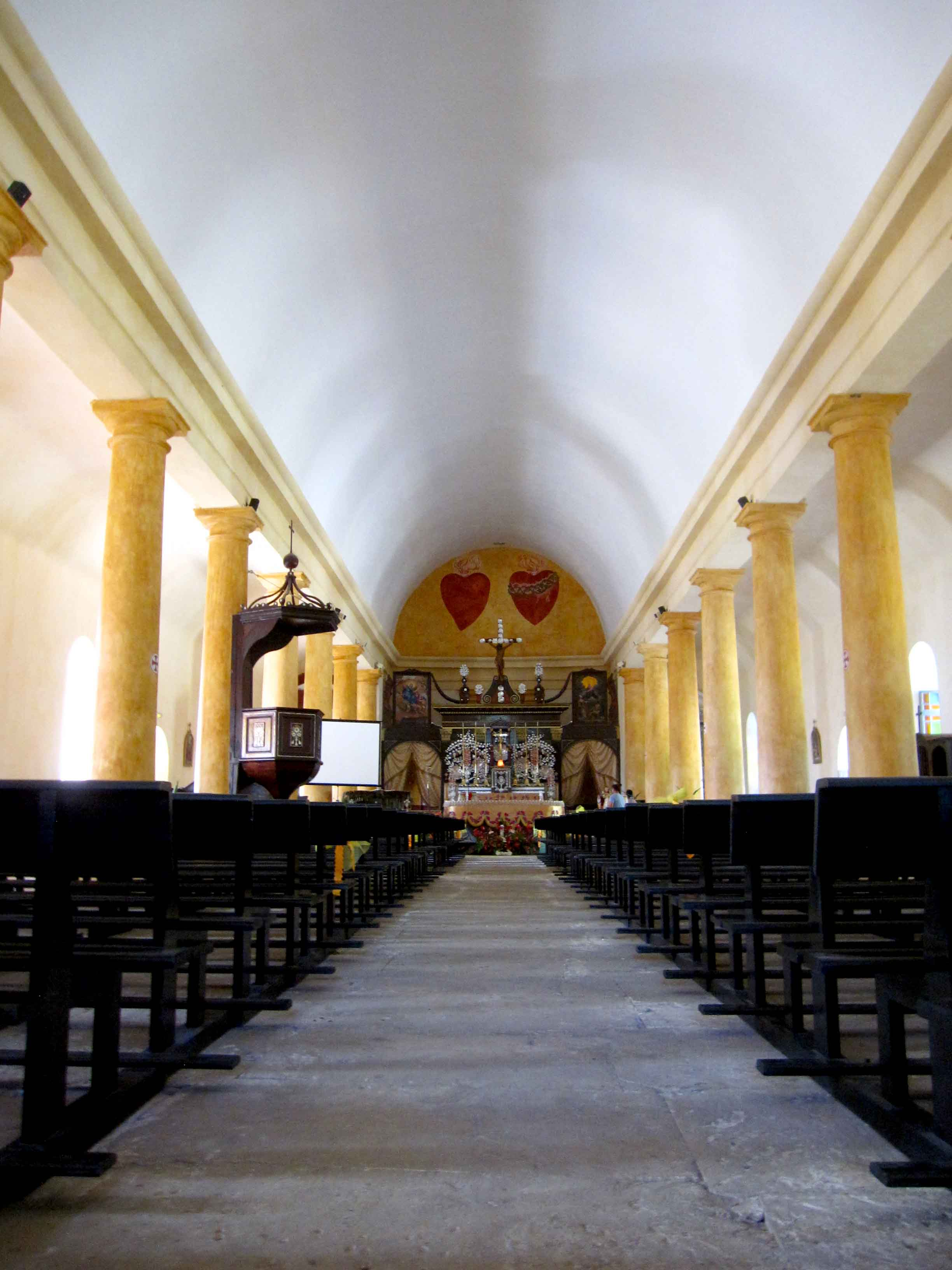
Vista interna